# Paulchoffatiidae
Paulchoffatiidae es una familia extinta de mamíferos del orden de los multituberculados que vivieron desde el Jurásico Superior hasta principios del Cretácico. Se han encontrado en el oeste de Europa occidental y en China. El nombre familiar honra al geólogo portugués Léon Paul Choffat.
Excepto Rugosodon, del que se conoce un esqueleto casi completo, son mamíferos conocidos solo por restos maxilares y en algunos casos solo dentales.

## Taxonomía
Subclase  †Allotheria Marsh, 1880
- Orden †Multituberculata Cope, 1884:
  - Suborden †Plagiaulacida Simpson 1925
    - Familia †Paulchoffatiidae Hahn, 1969
      - Subfamilia †Paulchoffatiinae Hahn, 1971
        - Género †Paulchoffatia Kühne, 1961
          - †P. delgador Kühne, 1961

        - Género †Pseudobolodon Hahn, 1977
          - †P. oreas Hahn, 1977
          - †P. krebsi Hahn & Hahn, 1994

        - Género †Henkelodon Hahn, 1987
          - †H. naias Hahn, 1987

        - Género †Guimarotodon Hahn, 1969
          - †G. leiriensis Hahn, 1969

        - Género †Meketibolodon (Hahn, 1978) Hahn, 1993
          - †M. robustus (Hahn, 1978) Hahn, 1993

        - Género †Plesiochoffatia Hahn & Hahn, 1999
          - †P. thoas Hahn & Hahn, 1998
          - †P. peparethos Hahn & Hahn, 1998
          - †P. staphylos Hahn & Hahn, 1998

        - Género †Xenachoffatia Hahn & Hahn, 1998
          - †X. oinopion Hahn & Hahn, 1998

        - Género †Bathmochoffatia Hahn & Hahn, 1998
          - †B. hapax Hahn & Hahn, 1998

        - Género †Kielanodon Hahn, 1987
          - †K. hopsoni Hahn, 1987

        - Género †Meketichoffatia Hahn, 1993
          - †M. krausei Hahn, 1993

        - Género †Galveodon Hahn & Hahn, 1992
          - †G. nannothus Hahn & Hahn, 1992

        - Género †Sunnyodon Kielan-Jaworowska & Ensom, 1992
          - †S. notleyi Kielan-Jaworowska & Ensom, 1992

      - Subfamilia †Kuehneodontinae Hahn, 1971
        - Género †Kuehneodon Hahn, 1969
          - †K. dietrichi Hahn, 1969
          - †K. barcasensis Hahn & Hahn, 2001
          - †K. dryas Hahn, 1977
          - †K. guimarotensis Hahn, 1969
          - †K. hahni Antunes, 1988
          - †K. simpsoni Hahn, 1969
          - †K. uniradiculatus Hahn, 1978